# Attale II
Pour les articles homonymes, voir Attale et Philadelphe.
Attale II Philadelphe (220/138 av. J.-C.) est roi de Pergame ayant régné 159 à 138 av. J.-C.

## Règne
Fils d'Attale Ier, il monta sur le trône après son frère aîné Eumène II. Il repoussa Prusias II, qui menaçait le royaume (156–154 av. J.-C.). Il rétablit Ariarathe V Eusèbe Philopatôr (163-126 av. J.-C.) sur le trône de Cappadoce.
De ses activités de bâtisseur reste la construction d'Attalie (ou Attaleïa, Auj. Antalya) sur la côte de Pamphylie, Philadelphie (Auj. Alaşehir) et quelques autres villes. Il fit désensabler le port d'Éphèse afin d'y accueillir de plus gros navires et d’accéder jusqu’à la ville.
Dans sa vieillesse, il se livra entièrement aux plaisirs de la table et abandonna les affaires à Philopœmen, un de ses favoris. Il mourut à 82 ans, et eut comme successeur Attale III Philométor, son neveu, qu'il avait associé aux responsabilités.